# 古斯塔夫·穆瓦尼耶

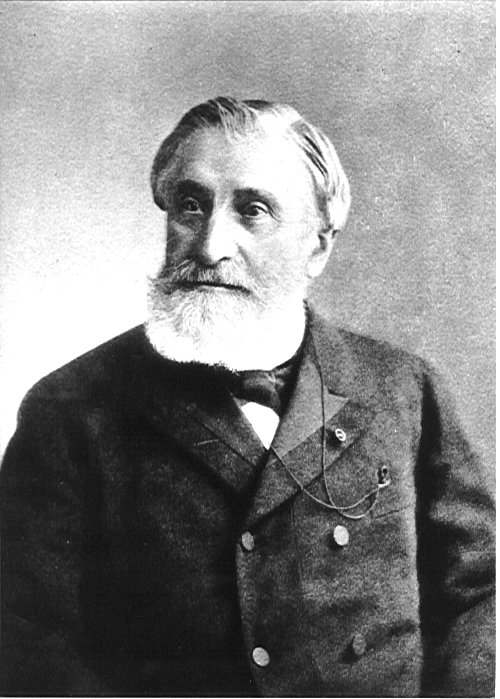
古斯塔夫·穆瓦尼耶

古斯塔夫·穆瓦尼耶（法語：Gustave Moynier，1826年9月21日—1910年8月21日）是一位瑞士法学家，他活跃于多个日内瓦的慈善机构中。
他是“救援傷兵國際委員會”的创始人之一，该组织于1876年之后更名为“红十字国际委员会”。1864年他在纪尧姆·亨利·杜福尔之后接任该委员会的主席，他也是另一位创始人亨利·杜南的宿敌。他担任该委员会的主席长达46年之久，在委员会创立之初的数十年中，他为委员会的发展做出了很大贡献。

## 背景
穆瓦尼耶来自一个富有的日内瓦商人和银行家的家庭。他在巴黎学习法律，并于1850年获得博士学位。由于他信仰加尔文主义，因此他很早就对慈善事业和社会问题感兴趣。1859年，他担任了日内瓦公共福利协会的主席。他还积极参与约40个慈善组织和团体的工作，工作范畴包括为监狱被拘留者改善条件以及照顾孤儿等。
1862年亨利·杜南给他寄了一本《索尔费里诺回忆录》。穆瓦尼耶对实现杜南关于创立自愿护理组织来照顾战场上伤员的设想很感兴趣，他在日内瓦公共福利协会的大会上发起了关于这本书的讨论。这促成了“五人委员会”的创立，以便调查杜南这一设想的可行性。穆瓦尼耶是五人委员会的主席，其他成员包括杜南、医生路易·阿皮亚和泰奥多尔·莫努瓦以及纪尧姆·亨利·杜福尔将军。很快五人委员会将委员会名字改为“伤兵救护国际委员会”，1876年，又更名为“红十字国际委员会”。杜福尔成为委员会的首位主席，穆瓦尼耶当时担任副主席。

## 作为红十字国际委员会主席

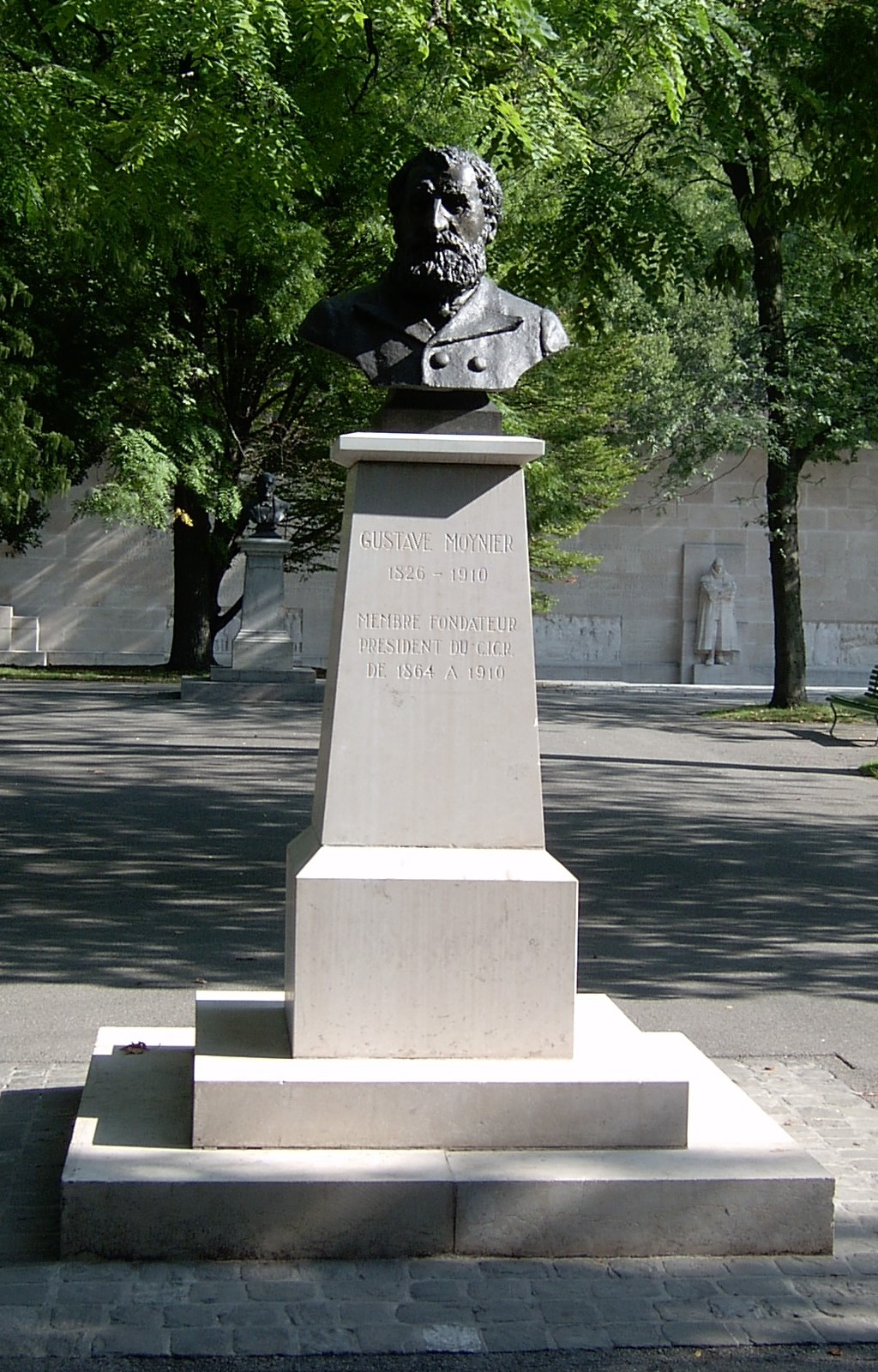
日内瓦棱堡公园中的古斯塔夫·穆瓦尼耶纪念碑。

穆瓦尼耶与杜南的分歧最早体现在对于该组织的权威、法律和组织结构方面。最大的争议是杜南希望给予受伤士兵和医务人员中立地位从而保护他们。穆瓦尼耶坚决反对这一点，他认为这是不实际的想法而且这会导致整个规划破灭。然而，杜南说服了很多欧洲有权有势的政治和军事人物，随着1864年首部日内瓦公约的通过，他取得了一定的成功，向实现自己的设想迈进了一大步。然而，同一年，穆瓦尼耶成为国际委员会的主席。
实用主义的穆瓦尼耶与理想主义的杜南之间的矛盾越来越深，1867年杜南破产后，在穆瓦尼耶的带领下，杜南被逐出委员会。虽然未经证实，但很可能穆瓦尼耶利用他的影响力阻止杜南获得来自欧洲多个支持者的经济援助，从此杜南一直生活在穷困之中。例如，1867年巴黎世界博览会上的金质奖章并没有颁给杜南一人，而是由杜南、穆瓦尼耶和杜福尔三人共享。奖金也没有发给杜南，而是给了国际委员会。拿破仑三世提议帮助杜南偿还一半的债务如果他的朋友们能够负责另一半的话，这一提议也因穆瓦尼耶的阻挠而不了了之。
1872年，在1870-71年的普法战争结束后，穆瓦尼耶提议创立国际仲裁法庭来惩罚违反国际人道法的行为。由于大多数国家政府考虑到主权的问题，这一提议未被采纳。国际法研究院委员里夏德·克伦（Richard Kleen）分别于1901年、1902年、1903年和1905年提名穆瓦尼耶角逐诺贝尔和平奖。然而，穆瓦尼耶未能获得这一奖项，而杜南却与弗雷德里克·帕西一起获得了首届诺贝尔和平奖。1910年，穆瓦尼耶去世，两个月后杜南也与世长辞，两人未能达成任何和解。直到去世前，穆瓦尼耶一直担任委员会主席，成为该组织历史上任期最长的主席。